# Abate Fetel

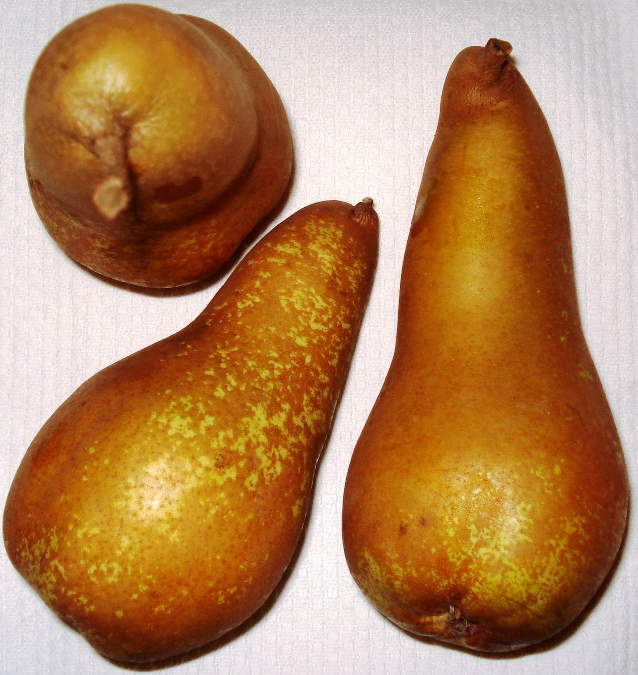
Birnen der Sorte ‚Abbé Fétel‘ / ‚Abate Fetel‘

Abate Fetel (ursprünglich Abbé Fétel) ist eine alte Birnensorte. Es handelt sich um einen Zufallssämling, der 1866 vom Namensgeber Abbé Fétel nahe der Gemeinde Chessy-les-Mines im Département Rhône in Frankreich entdeckt und 1886 erstmals beschrieben wurde. Abate Fetel ist als eine der Hauptsorten des Erwerbsanbaus u. a. in Italien, Chile und Argentinien weit verbreitet und wird daher im Handel häufig angeboten.

## Sorteneigenschaften
Abbé Fétel wächst als schwacher bis mittelstarker Baum und wird meist als Buschbaum gezogen, er liefert bereits früh gute Erträge.

### Frucht
Die lange und keulenförmige Frucht erreicht oder übertrifft in der Länge 12 cm und im Durchmesser 7 cm, womit sie zu den großen bis sehr großen Sorten zählt. Die raue Schale hat unreif eine gelbgrüne, reif eine gelbe Grundfarbe, die meistens jedoch zu großen Teilen braun berostet ist, wodurch auch die zahlreichen Lentizellen verdeckt werden.
Das feine Fruchtfleisch ist weiß, hat eine feste, grobzellige Struktur und einen süßen, säurearmen Geschmack mit „feinem“ Aroma.
Die Abbé Fétel wird als Tafelbirne genutzt und ist auf der Nordhalbkugel ab September pflückreif und im Oktober, November genussreif, kann jedoch auch bis Januar gelagert werden. Um gute Fruchtqualitäten und ausgereifte Früchte zu liefern, benötigt die Sorte in Mitteleuropa beste und geschützte Standorte. Bei zu früher Ernte leidet die Fruchtqualität.